# Lene Hau
Lene Vestergaard Hau (Vejle, Dinamarca, 13 de novembre de 1959) és una física que, el 1999, va dirigir un equip de la Universitat Harvard que va aconseguir reduir la velocitat d'un raig de llum a aproximadament disset metres per segon. El 2001 van aconseguir detenir un raig momentàniament. Això va ser possible gràcies a l'ús d'un superfluid.

## Biografia
El 1989 va acceptar una estada de recerca a nivell de posdoctorat en Ciències Físiques per dos anys a la Universitat Harvard. Va obtenir el seu doctorat (PhD) de la Universitat d'Aarhus el 1991. La seva especialitat formal és la física teòrica però el seu interès s'ha mogut a la recerca experimental en un esforç de crear un nou tipus de matèria conegut com condensat de Bose-Einstein. El 1991 es va incorporar al planter científic de l'Institut Rowland per a la Ciència, a Cambridge. Des de 1999 ocupa les càtedres de Física Aplicada i Física, a Harvard.

## Distincions
Les distincions en reconeixement de la seva labor científica i de servei inclouen:
- Beca MacArthur Fellowship (2001-2006).
- Premi NKT de la Societat Física Danesa (2001).
- Medalla Ole Rømer, atorgada pel president de la Universitat de Copenhaguen (2001).
- Títol honorífic, Æreshåndværker Kjøbenhavns Håndværkerforening, atorgat en presència de la Reina de Dinamarca (2001).
- Samuel Friedman Rescue Award, de la Fundació Friedman, Universitat de Califòrnia a Los Angeles (2001).
- Premi Any 2000 de la Top Danmark Foundation, Copenhaguen (2000).
- Premi 200è aniversari de J. C. Jacobsen, atorgat per la Fundació Carlsberg, Dinamarca (1989).
- Beca de recerca atorgada per la Facultat de Ciències de la Universitat d'Aarhus.

Se li ha atorgat, a més, un lloc honorari en la Reial Acadèmia Danesa de Ciències.